# Львиноголовка
Львиноголо́вка — порода аквариумной «золотой рыбки» (лат. Carassius auratus (Linnaeus, 1758).

Автор вахрушев лев

## История происхождения
В Китае при селекции оранд была выведена разновидность золотой рыбки у которой кроме наростов на голове отсутствует спинной плавник, толстое короткое тело и короткие раздвоенные хвостовые плавники. Эту разновидность новой породы и назвали «львиноголовка». В период с 17 по 18 века львиноголовки завозились из Китая в Японию. Японские селекционеры вывели более округлую форму рыбки с несколько изменённым хвостовым плавником и меньшими размерами тела.
Однако совершенные формы львиноголовок встречаются редко и поэтому рыбка относится к самым дорогим из пород. Были времена, когда эта разновидность золотой рыбки продавалась на вес золота.
В XIX веке эта разновидность золотой рыбки была приобретена Лейпцигским аквариумом и оттуда, более мелкие экземпляры, попали к любителям аквариумных рыб.
В конце XIX века львиноголовка была случайно завезена из Японии в Россию в качестве гибридной формы и, по-видимому (как сообщалось в прессе, и как указывал в своих книгах Н. Золотницкий), представляла собой помесь разновидностей ранчу и оранды.

## Описание
Тело рыбки имеет вздутую форму как у «драконова яйца», а голова покрыта несколько похожими на землянику садовую сорта «Виктория» наростами, придающими ей вид головы льва или буйвола. При этом наросты — при чрезмерном разрастании эпителия, очень нежны и имеют бархатистую поверхность. Хвост очень короткий, приподнятый кверху и иногда раздвоенный. Кроме наростов на голове — как у оранды, отсутствует спинной плавник, толстое короткое тело и короткие раздвоенные хвостовые плавники.

### Окрас
Тело львиноголовок покрыто крупной ярко-желто-лимонной чешуей, каждая чешуйка окаймлена красным ободком. Окраска головы ярко-красная, похожа на цвет спелого томата. Хвост и плавники совсем красные и/или с белыми краями.

### Вариации
- Голландская львиноголовка